# Luzula racemosa
Luzula racemosa är en tågväxtart som beskrevs av Nicaise Auguste Desvaux. Luzula racemosa ingår i Frylesläktet som ingår i familjen tågväxter. Inga underarter finns listade i Catalogue of Life.